# Yankuba Ceesay
Yankuba Ceesay (Serekunda, 26 settembre 1984) è un ex calciatore gambiano, di ruolo centrocampista.

## Carriera

### Club
In carriera ha giocato 8 partite di qualificazione alle coppe europee, 2 per la Champions League e 6 per l'Europa League, tutte con il Kalju Nõmme.

### Nazionale
Tra il 2007 e il 2013 ha giocato sette partite con la nazionale gambiana.